# Buelie tečkovaná
Buelie tečkovaná (Amandinea punctata) je lišejník s výraznými černými plodnicemi z čeledi terčovníkovité.

## Synonyma
- Amandinea myriocarpa (DC.) M. Choisy
- Buellia myriocarpa (DC.) De Not.
- Buellia myriocarpa f. depauperata (Anzi) Walt. Watson
- Buellia myriocarpa f. stigmatea (Schaer.) Stein
- Buellia parasema var. stigmatea (Schaer.) Flagey
- Buellia praecavenda (Nyl. ex Cromb.) Arnold
- Buellia pullata Tuck.
- Buellia punctata (Hoffm.) A. Massal.
- Buellia stigmatea f. depauperata Anzi
- Karschia myriocarpa (DC.) Sacc. & Traverso

## Popis
Lišejník s korovitou, silnou, hladkou, rozpraskanou nebo zrnitě bradavkovitou stélkou, která může být málo nebo dobře vyvinutá. Povrch má nejčastěji světle šedou, světle hnědou, někdy nazelenalou barvu, vzácně hnědou barvu, může být zdobený, často je impregnován minerálními látkami. Dřeň je bílá. Apotecia jsou v průměru 0,2 až 0,5 mm velká, černá. Zpočátku jsou plodnice ploché, později vyklenuté, ohraničené.
Výtrusné rouško je bezbarvé, neobsahuje oleje, bývá často rozvětveno, je apikálně zduřelé a zbarvené do hněda. Vřecka jsou kyjovitého tvaru, nahoře širší než dole, na každém se vytvoří osm spor. Tenkostěnné spory mají hnědé zbarvení a tvar elipsoidu s tupými konci, nezaškrcují se. Dorůstají 10,5–14 µm do délky a 5–7,5 µm do šířky. Pyknidy vypadají jako malá perithecia, většinou nejsou příliš ponořena do stélky, mají kulovitý tvar, v nich dochází k tvorbě konidií. Konidie jsou vláknité, zakřivené, 12–18 × 0,5–1 µm dlouhé.

## Výskyt
Buelie tečkovaná je lišejník hojně rozšířen po celém světě, včetně České republiky. Roste až do vysokohorských poloh na kůře jehličnatých i listnatých stromů a keřů. Běžně i na narušených stanovištích bohatých na živiny. Velice vzácně ji můžeme najít na kamenech, někdy na odumírajících mechorostech.

## Význam
Je velmi odolná proti znečištění ovzduší oxidy dusíku, a proto patří mezi nitrofilní druhy. Je silně tolerantní a nevadí jí ani koncentrace SO2 do 130 mg/m³. Můžeme ji tedy brát jako bioindikátor znečištění vzduchu v místě jejího výskytu.